# Ceui
Ceui est une chanteuse et compositrice japonaise originaire de la préfecture de Chiba, au Japon. Elle est née un 31 janvier (année inconnue) et est en contrat chez Lantis.
Le nom « Ceui » est dérivé du mot portugais « céu », qui signifie ciel.

## Discographie

### Singles
- 5 novembre 2014 : Pandora
- 24 juillet 2013 : Souai Calendula (奏愛カレンデュラ?)
- 8 août 2012 Kaze no Naka no Primrose (風のなかのプリムローズ?)
- 9 novembre 2011 : Stardust Melodia
- 27 octobre 2010 : Last Inferno (op2 de l'anime Densetsu no yuusha no densetsu)
- 11 août 2010 : Truth of my destiny (ed2 de Densetsu no yuusha no densetsu)
- 26 août 2009 : Prism (プリズム?) (ed du jeu Pretty☆Witch☆Academy!)
- 5 août 2009 : Centifolia (センテフォリア?) (op de l'anime Aoi hana)
- 27 mai 2009 : Seisen spectale (聖戦スペクタル?) (op du jeu Valkyrie Complex)
- 13 mai 2009 : Espacio (ed de l'anime Sora wo kakeru shōjo)
- 25 février 2009 : Hikari to yami to toki no hate (光と闇と時の果て?) (ed de Sora wo miageru shoujo no hitomi ni utsuru sekai)
- 26 novembre 2008 : Kamigami no uta (神々の詩?) (6e Ragnarök Online anniversary song)
- 23 mai 2007 : Mellow melody (ed de l'anime Sola)
- 21 février 2007 Madoromi no rakuen (微睡みの楽園?) (ed de l'anime Kyôshirô to towa no sora)

### Albums
- 25 août 2017: 10th Anniversary Album - Game - 'Akashic Record: Sapphire'
- 21 juin 2017: 10th Anniversary Album - Anime - 'Akashic Record: Ruby'
- 20 mai 2015 : Pastel Eden
- 10 septembre 2014 : Pandora Code: Kibō-hen / Pandora Code: Zetsubō-hen
- 20 novembre 2013 : Gabriel Code -Eden e Michibiku Hikari no Gakuhu-
- 26 décembre 2012 : Rapsodia
- 12 juillet 2012 : Labyrintus
- 22 juillet 2009 : Glassy heaven
- 21 octobre 2004 : Ashimoto ni furu ame~raindrops falling on my feet~ (足もとに降る雨～raindrops falling on my feet～?)
- 2000
  - Spring time
  - Autumn mind